# Crassula capitella
Espèce
Classification phylogénétique
Crassula capitella est une plante grasse de la famille des Crassulaceae, originaire d'Afrique du Sud.